# Timothé Lapauw
 (octobre 2019).
Timothé Lapauw, né le 9 juillet 1996 à Saint-Denis sur l'île de La Réunion, est un skipper français. Il navigue notamment avec Alinghi ainsi qu'avec l'équipe de France SailGP sur des épreuves internationales à bord de catamarans à foils.

## Biographie
Timothé naît le 9 juillet 1996 à Saint-Denis (La Réunion). C'est de retour en France quelques années plus tard qu'il découvre la voile dans la baie d'Antibes. Très jeune, il prend goût à la compétition grâce à son grand-père Diran Manoukian, ancien joueur de hockey sur gazon au Stade Français ayant participé trois fois aux Jeux Olympiques ; et à son père, navigateur, qu'il accompagne régulièrement en régate.
Commençant sur un Optimist à l'âge de 8 ans, il évolue rapidement en Match-Racing, circuit sur lequel il remporte quatre titres de champion de France. Il participe également au tour de France à la voile et remporte en 2016 le classement jeune et amateur. Il intègre ensuite la filière Team France Jeune, fondé par Franck Cammas, Michel desjoyeaux et Olivier de Kersauson et représente la France sur la Youth America's Cup en 2017 aux Bermudes. Il est également le navigant remplaçant de Groupama Team France sur la Coupe de l'America la même année.

## Alinghi
C'est en 2016 qu'il rejoint Alinghi, équipe Suisse vainqueur des éditions 2003 et 2007 de la Coupe de l'America. Il intègre l'équipage au poste de foil trimmer sur le catamaran à foil GC32 et participe notamment aux Extreme Sailing Series, dont il sort victorieux des éditions 2016 et 2018, et deuxième en 2017.
En 2019, ils sont sacrés Champions du Monde GC32 à l'issue de 4 jours de compétition dans les eaux de Lagos (Portugal).

## SailGP France
En 2018, Timothé intègre l'Équipe de France mené par Billy Besson sur la première édition du nouveau circuit mondial SailGP. Créée par Russell Coutts (quintuple vainqueur de la Coupe de l'America), et Larry Ellison (fondateur d’Oracle), la compétition affronte 6 nations sur des F50, catamarans à foils en carbone pouvant atteindre les 50 nœuds. À bord, Timothé est le grinder, c'est-à-dire celui qui tourne les manivelles et règle les voiles.
L'équipe française de SailGP est composée de Billy Besson, Mathieu Vandame, Marie Riou, Olivier Herdelant, Timothé Lapauw et Devan Le Bihan. Elle termine à la cinquième place de l'édition 2019 au terme de la grande finale à Marseille, après avoir parcouru les plans d'eau prestigieux de Sydney, San Francisco, New York et Cowes.

## Postes
- Foil Trimer (s'occupe des inclinaison des foils) au sein de l'équipe Alinghi depuis 2016[7].
- Grinder (s'occuper d'un winch) au sein de l'Équipe de France SailGP depuis 2018[8].

## Palmarès

### Tour de France à la Voile
- 2016 : Vainqueur du classement jeune et amateur avec Team France Jeune[1].

### Extreme Sailing Series
- 2016 : Vainqueur avec Alinghi[9].
- 2017 : 2e avec Alinghi.
- 2018 : Vainqueur avec Alinghi[9].

### GC32 World
- 2018 : Champion du monde Owner Driver avec Alinghi.
- 2019 : Champion du monde avec Alinghi[3].

### SailGP
- 2019 : 5e avec SailGP France[10].

### Autres
- 4 titres de Champion de France Match-Racing.
- Champion de France Longtze 2019.
- Vainqueur du Bol d'Or Mirabaud 2018 avec Mobimo.
- Participation à la Coupe de l'America 2017 dans l'équipe Groupama Team France.
- 5e de la Youth America's Cup 2017[1].